# San Zenone degli Ezzelini
San Zenone degli Ezzelini là một đô thị ở tỉnh Treviso trong vùng Veneto, có cự ly khoảng 50 km về phía tây bắc của Venice và khoảng 35 km về phía tây bắc của Treviso.
San Zenone degli Ezzelini giáp các đô thị: Borso del Grappa, Crespano del Grappa, Fonte, Loria, Mussolente, Riese Pio X.

## Thành phố kết nghĩa
- Majano, Italia, từ năm 2000
- Marzling, Đức, từ năm 2006